# Ungulinidae
Ungulinidae zijn een familie van tweekleppigen uit de superorde Imparidentia.

## Geslachten
- Cycladicama Valenciennes in Rousseau, 1854
- Diplodonta Bronn, 1831
- Felania Récluz, 1851
- Foveamysia M. Huber, 2015
- Joannisiella Dall, 1895
- Lamysia M. Huber, 2015
- Minipisum Habe, 1961
- Neodiplodonta Xu, 2012
- Numella Iredale, 1924
- Transkeia M. Huber, 2015
- Ungulina Bosc, 1801